# Real Muthaphuckkin G’s
Real Muthaphuckkin G’s (alternatywnie Real Compton City G’s) – singel amerykańskiego rapera Eazy-E wydany na płycie It’s On (Dr. Dre) 187um Killa. Utwór nagrany został w odwecie za diss Dr. Dre i Snoop Dogga.

## Historia
W 1992 roku Dr. Dre wydał swój album The Chronic, na której zamieścił utwór nagrany razem ze Snoop Doggy Dogg'em pod tytułem "Fuck wit Dre Day (and Everybody's Celebratin')" w którym obraża Eazy’ego-E, jego rodzinę i znajomych.
Eric mszcząc się na swoim dawnym towarzyszu wydaje swój minialbum zatytułowany It’s On (Dr. Dre) 187um Killa, który w całości jest dissem na Dr. Dre, Snoop Dogga i wytwórnię Death Row Records.

## Teledysk
Teledysk nagrywany był w Compton, rodzinnym mieście Eazy’ego. Podczas teledysku można zobaczyć zdjęcie Dr. Dre w damskich ubraniach, zdjęcie pochodzi z czasów, gdy Dre należał do grupy World Class Wreckin' Cru.

## Historia notowań
| Rok  | Notowanie   | Pozycja |
| ---- | ----------- | ------- |
| 1993 | USA Hot     | 42      |
| 1993 | USA 100     | 20      |
| 1993 | USA Rap     | 2       |
| 1993 | Hot R&B     | 31      |
| 1993 | Hot Hip-hop | 13      |